# Hip hop slovacco
La cultura hip hop in Slovacchia è iniziata attorno al 1988, nel periodo in cui si sviluppano crew di lunga militanza come Lúza e Drvivá Menšina, che si esibiscono assieme come Názov Stavby con DJ Hajtkovič. Vec, fondatore del pionieristico duo Trosky, è considerato da molti la figura più influente dell'hip hop slovacco attuale, tuttavia nella nazione centroeuropea stanno crescendo nuovi artisti di talento quali  A.M.O, Čistychov, Kontrafakt e MC Vrabec, resisi popolari a partire dal 2003.

## Stile e influenze
Praticamente tutti gli artisti della scena slovacca rappano nella loro lingua, sono peraltro molto frequenti le collaborazioni con artisti hip hop della vicina Repubblica Ceca, come PSH e Dj Wich, polacchi (come WWO) e russi (come P-13). L'unico artista che ha provato la strada del rap in lingua inglese, Helicó, non è particolarmente apprezzato né dal pubblico né dai colleghi.
Sulla scena slovacca non sono presenti artisti femminili di rilievo, la relativa giovinezza del movimento e la sua forte dinamicità fanno però intuire che questa lacuna possa essere a breve colmata.